# Best of (album de la Mano Negra)
Pour les articles homonymes, voir Best of.
Albums de Mano Negra
Casa Babylon
(1994) Mini Negra
(2005)

Le Best Of de Mano Negra est une compilation sortie en 1998 chez Virgin Records. Elle comporte vingt-quatre titres issus des albums précédents.
Le Best of a été réédité en 2005 avec le sous-titre Lo mejor de la Mano Negra avec une nouvelle version de la chanson Out of Time Man et un CD live de 16 titres.

## Liste des chansons
| No  | Titre                                                | Durée |
| --- | ---------------------------------------------------- | ----- |
| 1.  | Mano Negra                                           | 1:01  |
| 2.  | King Kong Five                                       | 1:55  |
| 3.  | Soledad                                              | 2:33  |
| 4.  | Mala Vida                                            | 2:51  |
| 5.  | Sidi 'h' Bibi                                        | 3:23  |
| 6.  | Rock Island Line                                     | 3:07  |
| 7.  | Noche De Accion                                      | 2:46  |
| 8.  | Guayaquil City                                       | 3:01  |
| 9.  | Peligro                                              | 2:52  |
| 10. | Sueño de Solentíname                                 | 2:50  |
| 11. | Indios De Barcelona                                  | 2:21  |
| 12. | Mad Man's Dead                                       | 2:01  |
| 13. | Señor Matanza                                        | 3:57  |
| 14. | Out of Time Man                                      | 3:24  |
| 15. | Pas Assez de Toi                                     | 2:19  |
| 16. | King of Bongo                                        | 3:38  |
| 17. | Ronde De Nuit                                        | 2:53  |
| 18. | Patchanka                                            | 3:06  |
| 19. | Salga La Luna                                        | 3:33  |
| 20. | Santa Maradona                                       | 3:16  |
| 21. | El Sur                                               | 0:59  |
| 22. | Long Long Nite                                       | 4:16  |
| 23. | On Telefon                                           | 1:36  |
| 24. | Darling Darling                                      | 2:00  |
| 25. | Out of Time Man (version 2005) (sur le Best Of 2005) | 2:52  |